# Miguel Neves
Miguel Neto Faria Neves (sinh ngày 19 tháng 4 năm 1988) là một cầu thủ bóng đá người Bồ Đào Nha thi đấu cho Fátima.

## Sự nghiệp câu lạc bộ
Anh ra mắt chuyên nghiệp tại Giải bóng đá hạng nhất quốc gia Bồ Đào Nha cho Fátima vào ngày 17 tháng 2 năm 2008 trong trận đấu trước Feirense.